# Balwant Singh Nandgarh
Balwant Singh Nandgarh (Bathinda, 1943 – Muktsar, 5 gennaio 2024) è stato un politico indiano e leader religioso di etnia sikh.
Fu il leader politico-religioso del clan etnico (jatha) di Damdama Sahib, dove occupò anche la Takht Sri Damdama Sahib, una delle cinque sedi dell'autorità temporale dello sikhismo (chiamate takht).

## Biografia
Nativo di Nandgarh, nei pressi di Bathinda, nel Punjab indiano, nel 1997 entrò a far parte del direttivo dello Shiromani Gurdwara Parbandhak Committee (SGPC), organizzazione che ha il compito di gestire i luoghi sacri dei sikh nelle regioni del Punjab, Haryana e Himachal Pradesh. Unico ad essersi candidato come Khālsā, ebbe titolo per contestare le elezioni dell'SGPC e nel 2003 fu nominato leader (Jathedar) del Takht Sri Damdama Sahib, uno dei 5 vertici religiosi della religione sikh.
Nel 2007, Gurmeet Ram Rahim Singh, capo del Dera Sacha Sauda, apparve in uno spot pubblicitario vestito come il decimo guru Sikh Gobind Singh, scatenando gli scontri di piazza fra sikh e seguaci del Dera, un gruppo spirituale e caritatevole fondato dal santo asceta indiano Mastana Balochistani nel '48, alla morte del suo maestro spirituale, il satguru Sawan Singh (1858-1948).

A seguito di questi fatti, Nandgarh decise di fondare il gruppo di attivisti sikh Ek Noor Khalsa Fauj, che nel 2014 inviò a bloccare il raduno politico-religioso del Dera Sacha Sauda, dopoché il governo del Punjab aveva già negato la presenza delle proprie forze di sicurezza a tale evento.

## Il calendario Nanakshahi
Nel 2003, Nandgarh incoraggiò l'adozione del calendario Nanakshahi da parte dell'SGPC, un calendario solare, creato da Pal Singh Purewal per determinare le date dei vari eventi Sikh, che tuttavia ha creato confusione per le festività holi e diwali e per le ricorrenze di Guru Nanak Dev e Guru Gobind Singh, che corrispondevano a date diverse del calendario Bikrami. Nel 2009, l'SGPC ha provveduto a modificare il calendario e fissato le date di questi festività secondo il calendario Bikirami.
Nel 2014 e nel 2015, secondo il calendario modificato di Nanakshahi, l'anniversario di Guru Gobind Singh è scaduto il 28 dicembre 2014, che si sovrappone al giorno del martirio dei suoi figli più piccoli. Per risolvere questo inconveniente, l'SPGC ha inizialmente fissato al 7 gennaio 2015 la nuova data per festeggiare la ricorrenza di Guru Gobind Singh, riportandola in seguito al 28 dicembre 2014, che, stando invece al calendario Nanakshahi introdotto nel 2003, avrebbe dovuto ricadere il 5 gennaio.

Nandgarh chiese quindi di celebrare l'evento il 5 gennaio, sostenuto da varie altre organizzazioni sikh, che volevano ripristinare il sistema di datazione del 2003.
Nel 2011, il calendario Nanakshahi era stato pubblicato dal gruppo Ek Noor Khalsa Fauj, con il beneplacito di Nandgarh.
La sua presa di posizione fu vista come contraria all'SGPC e al partito politico maggioritario Shiromani Akali Dal. Il 17 gennaio 2015, l'SGPC ha rimosso Nandgarh dall'ufficio di Jathedar. Secondo il presidente Avtar Singh Makkar, Nandgarh aveva violato il codice di condotta Sikh (Rehat Maryada) e disobbedito ad alcune decisioni. Diverse organizzazioni sikh come Dal Khalsa, Shiromani Akali Dal (Amritsar) e il Delhi Sikh Gurdwara Management Committee criticarono la modalità della sua rimozione dall'incarico.